# Nick Clooney
Nicholas "Nick" Clooney (Maysville, Kentucky, 13 de janeiro de 1934) é um jornalista, profissional de TV e político estadunidense. É irmão da cantora Rosemary Clooney e pai do famoso ator George Clooney.
Como jornalista, ele tem escrito desde 1989 para jornais como regionais The Cincinnati Post e The Kentucky Post, sobre temas variados: política, viagens e história estado-unidense.
Como profissional de TV ele é apresentador (âncora) de noticiários, além de programas de jogos e de fazer aberturas de   filmes no canal AMC  (American Movie Classics). 
Como político,  ele se candidatou pelo partido democrata a cargos por seu estado nativo. Tem visões políticas liberais (como seu filho George Clooney) e foi massacrado eticamente pelo candidato republicano Geoff Davis, que usou truques sujos típicos de Karl Rove, mentor intelectual de George Bush. Por exemplo, foram impressos panfletos anônimos dizendo para o eleitorado conservador do Kentucky que Clooney tinha idéias morais de um hippie.
Apesar disso tudo, o resultado (44% contra os 54% de Davis) não foi eleitoralmente massacrante, o que talvez não impeça uma nova investida de Clooney na política.